# Chiesa di San Matteo Apostolo (Bondeno)
La chiesa di San Matteo Apostolo è la parrocchiale di Pilastri, frazione di Bondeno, in provincia di Ferrara. Appartiene al vicariato del Beato Giovanni Tavelli da Tossignano dell'arcidiocesi di Ferrara-Comacchio e risale al XVI secolo.

## Storia
La prima parrocchiale di Pilastri fu costruita a partire dal 1580 dal conte Agostino Mosti, di famiglia nobile legata alla casata degli Este.  Nel 1591 il vescovo di Ferrara Giovanni Fontana si recò in visita pastorale a Pilastri e, a quella data, la chiesa non risultò ancora ultimata.
L'edificio venne distrutto da una storica rotta del Po nel 1705 e all'inizio del XVIII secolo venne completamente ricostruito sullo stesso sito.
Una seconda tragica alluvione nel 1839 distrusse anche questo secondo edificio, che quindi fu costruito di nuovo sulle stesse fondamenta della chiesa appena distrutta. La nuova chiesa ebbe anche una cappella dedicata al fonte battesimale.
Negli anni ottanta la chiesa fu oggetto di importanti lavori di restauro conservativo che interessarono sia la chiesa sia la canonica. Venne realizzato l'adeguamento liturgico, fu rifatta la pavimentazione della navata e vennero riviste anche le coperture ed i soffitti.
Un nuovo restauro che si interessò alle parti esterne venne realizzato all'inizio del XXI secolo.
Il terremoto dell'Emilia del 2012 danneggiò gravemente la struttura che venne resa inagibile. Furono subito messe in sicurezza le strutture e poi iniziarono i lavori di ripristino consolidando e rinforzando le murature portanti e la copertura del tetto. Parte dei lavori all'interno si sono conclusi nel 2015 e le parti esterne sono state sistemate definitivamente nel 2017.

## Descrizione

### Esterni
La chiesa presenta la facciata neoclassica con grande frontone triangolare sostenuto da paraste doriche. Al portale si accede dall'ampio sagrato con la piccola scalinata. La torre campanaria si trova in posizione arretrata sulla destra.

### Interni
La navata interna è unica ed ampliata dalle cappelle laterali. La pavimentazione è in cotto e   il presbiterio è leggermente rialzato.